# محمود بنتايك
محمود بنتايك (مواليد 30 أكتوبر 1999) هو لاعب كرة قدم مغربي، يشغل مركز الظهير الأيسر في نادي الزمالك، معارًا من نادي سانت إتيان الفرنسي.

## مسيرته

### التكوين والبدايات
وُلد بنتايك في 30 أكتوبر 1999 بالحي المحمدي، شمال شرق الدار البيضاء. عندما كان شابًا، بدأ يلعب كرة القدم في فِرق الهواة، قبل أن ينضم إلى نادي جمعية الشباب.
في عام 2019، وصل إلى الفريق الأول الذي لعب بعد ذلك في الدرجة الرابعة. في نهاية موسم 2019-20، نزل الفريق إلى الدرجة الخامسة وغادر بنتايك النادي.

### الاتحاد البيضاوي (2020 - 2022)
في نوفمبر 2020، انضم إلى نادي الاتحاد البيضاوي وسرعان ما أثبت نفسه كلاعب أساسي على الجهة اليسرى.
في 23 ديسمبر، لعب أول مباراة له في المسابقات الدولية، وذلك ضمن الجولة الأولى من كأس الكونفدرالية الأفريقية. افتتح النتيجة بتسجيله ركلة حرة مباشرة، كما قام بتمريرة حاسمة للهدف الرابع (انتهت بالفوز 4-0).
في 21 فبراير 2021، افتتح التسجيل ضد نادي نكانا الزامبي في كأس الكونفدرالية.
في صيف عام 2021، كان قريبا من الانتقال إلى الرجاء الرياضي لكن الانتقال فشل. في ديسمبر، استؤنفت المفاوضات ولكن دون نجاح. في نهاية موسم 2021-2022، لم يمنع أداؤه الجيد فريقه من الهبوط إلى الدرجة الثالثة.

### الرجاء الرياضي (منذ 2022)
في 18 يوليو 2022، وقع محمود بنتايك أخيرًا عقدًا لمدة ثلاثة مواسم مع الرجاء الرياضي.
في 10 أكتوبر، لعب أول مباراة له مع الرجاء الذي سافر إلى نيامي في الجولة الأولى من دوري أبطال أفريقيا ضد نادي نجيليك (انتهت بالفوز 2-0).
في 19 أكتوبر، دخل في الشوط الثاني أمام حسنية أكادير برسم الجولة الخامسة من البطولة. في الدقيقة 93، تمت إعاقته بعد مراوغة على الجانب الأيسر وتسبب في ركلة جزاء، نجح في تحويلها إلى هدف محمد الناهيري، ليمنح الرجاء فوزه الأول في البطولة.
في 5 نوفمبر، بينما كان الرجاء مُتأخّرا أمام شباب السوالم، تسبب في ركلة جزاء سمحت للفريق بالتعادل والفوز بالمباراة (4-1).
في 6 يناير 2023، بمناسبة الجولة 11 من البطولة ضد اتحاد طنجة، قدم تمريرة حاسمة لحمزة خابا الذي سجل الهدف الثالث للرجاء (انتهت بالفوز 3-0).
في 14 يناير، برسم الجولة 12 من البطولة أمام نهضة بركان، تمكّن من تسجيل هدفه الأول مع النادي (انتهت بالفوز 2-0).

## الإنجازات
الزمالك
- كأس السوبر الإفريقي : 2024
- كأس مصر : 2025

## روابط خارجية
- محمود بنتايك على موقع قاعدة بيانات كرة القدم.إي يو (الإنجليزية)
- محمود بنتايك على موقع Soccerway.com (الإنجليزية)
- محمود بنتايك على موقع كووورة